# Odontotarsinae
Odontotarsinae – podrodzina pluskwiaków różnoskrzydłych z nadrodziny tarczówek i rodziny żółwinkowatych.
Pluskwiaki te osiągają rozmiary niewielkie do przeciętnych; nie przekraczają 11 mm długości. Wierzch ich ciała jest punktowany i zazwyczaj porośnięty wyraźnym owłosieniem. Kształt głowy zwykle jest poprzeczny i szeroko zaokrąglony. Czułki są zbudowane z 5 członów. Tarczka jest bardzo silnie rozwinięta, szersza niż u Eurygastrinae, boczne części półpokryw odsłaniająca tylko u nasady, a listewki brzeżne odwłoka odsłaniająca co najwyżej bardzo wąsko. Tylna para skrzydeł ma znacznie uwstecznioną żyłkę interwannalną i pozbawiona jest żyłki antewannalnej. Na brzusznej powierzchni odwłoka nie występują rowkowane pólka.
Podrodzina ta ma zasięg kosmopolityczny, ale szczególnie licznie reprezentowana jest w Holarktyce, a zwłaszcza na obszarze Palearktyki.
Takson ten wprowadzony został w 1865 roku przez Martiala Étienne’a Mulsanta i Claudiusa Reya. Jego podział na plemiona i rodzaje przedstawia się następująco:
- plemię: Odontotarsini Mulsant & Rey, 1865
  - Ahmadocoris Carapezza, 2009
  - Alphocoris Germar, 1839
  - Melanodema Jakovlev, 1880
  - Odontotarsiellus Hoberlandt, 1955
  - Odontotarsus Laporte, 1833
  - Urothyreus Horváth, 1921
- plemię: Phimoderini Fuente, 1974
  - Euptychodera Bergroth, 1908
  - Fokkeria Schouteden, 1904
  - Morbora Distant, 1899
  - Phimodera Germar, 1839
  - Vanduzeeina Schouteden, 1904